# Obermannslache bei Froschhausen
Das Naturschutzgebiet Obermannslache bei Froschhausen (NSG-Kennung 1438023) liegt im hessischen Landkreis Offenbach. Es umfasst einen rund 20,84 Hektar großen Waldbestand im Stadtgebiet von Seligenstadt.

## Gebietsbeschreibung
Das Naturschutzgebiet liegt östlich von Froschhausen. Im östlichen Teil des Eichen-Hainbuchen-Waldes ist eine Senke eingelagert (Lache), die sich im Winter mit Wasser füllt. Hier stockt ein intakter Erlenbruchwald, an dessen Peripherie stattliche Flatterulmen wachsen.

## Schutzzweck
Zweck der Unterschutzstellung ist es, einen besonders arten- und strukturreichen Teil der holozänen Mainaue mit naturnahen Laubwäldern, wertvollem Feuchtgrünland, Röhrichten und Großseggenriedern als Lebensraum zahlreicher gefährdeter Tier- und Pflanzenarten zu erhalten und zu entwickeln.